# Шатинье, Тон дю
Тон дю Шатинье (нидерл. Ton du Chatinier; род. 13 января 1958, Утрехт) — нидерландский футболист и тренер.

## Карьера

### Молодёжная
Дю Шатинье родился в центре Утрехта в густонаселенном районе Ломбок, он являлся вторым сыном представителя производителя погрузчиков. Как и многие дети в своём районе, он играл в футбол в любительском клубе «Велокс», который был одним из предшественников «Утрехта». Здесь он занимался футболом под наставничеством многих тренеров, в том числе Хана Бергера, и вскоре как перспективный игрок был включён в молодёжный состав новообразованного клуба «Утрехт». В шестнадцать лет дю Шатинье дебютировал в первой команде молодёжного клуба в проигранном матче чемпионата против «Селеритудо».
Через год он перешёл во вторую команду ФК «Утрехт», которую в то время тренировал Бергер. Однако уже после одного сезона был назначен новый главный тренер, бывший тренер молодёжной команды Хенк Вонк принял эстафету. Несмотря на напряженные отношения с Вонком в прошлом, дю Шатинье провёл отличный сезон, и в течение последующих омоложений первой команды, вместе с Хансом ван Брёкеленом и Тоном де Крюйком, был включён в состав главной команды.

### Утрехт
Дю Шатинье дебютировал в профессиональном футболе в домашней игре против «Телстара», где он был заменен через 45 минут. После чего он стал незаменимым игроком в команде и отыграл десять лет за родной клуб. Первое же своё серьёзное достижение «Утрехт» достиг в 1985 году, став победителем национального кубка и получив право выступать в еврокубках. Несмотря на ряд предложений, включая предложение «АДО Ден Хааг», дю Шатинье остался в клубе и провёл в нём всю карьеру, однако после затяжной травмы паха он был вынужден досрочно завершить с футболом.

### Тренерская карьера
После завершения профессиональной футбольной карьеры дю Шатинье остался в клубе и тренировал молодёжную команду «Утрехта». После того как Лео ван Вин был уволен с поста главного тренера клуба, он на краткий срок совместно с Хенк Вонком возглавил тренерский штаб команды в качестве исполняющего обязанности. После чего он на протяжении более десяти лет, тренировал различные любительские клубы, в том числе «ВВ Монтфорт», «СВ Аргон», АФК, «Козаккен Бойз», «УСВ Элинквейк» и «Спакенбюрг», вплоть до увольнения в октябре 2008 ему было предложено стать помощником главного тренера Вим ван Ханегем в «Утрехте». Через несколько дней у тренера Давида Насименто дю Шатинье проходит курсы профессионального футбольного тренера, вскоре с клуба были уволены один из тренеров Джон ван Лун, тренер по физической подготовке Роб Друпперс и тренер вратарей Мартин Артс за предполагаемое отсутствие химии. После того как Вим ван Ханегем 23 декабря 2008 года был уволен, совет директоров «Утрехта» решил назначить дю Шатинье исполняющим обязанности тренера главной команды. С хорошими результатами в своём начальном периоде после получения диплома тренера клуб решил продлить контракт с дю Шатинье по крайней мере до конца сезона 2009/10 на посту главного тренера команды. В том же сезоне он вместе с клубом занял 7-е место в чемпионате. В сезоне 2010/11 года «Утрехт» прошёл в групповой этап Лиги Европы в результате победы в четвёртом квалификационном раунде над шотландским «Селтиком». 19 мая 2011 года, после неудачного сезона, который завершился для «Утрехта» на девятом месте, стало известно, что дю Шатинье по обоюдному согласию покинул клуб, на его место вскоре пришёл Эрвин Куман. С 15 февраля 2012 являлся помощником главного тренера в российского «Анжи» из Махачкалы, прибыв туда по рекомендации главного тренера Гуса Хиддинка.
22 октября 2017 года дю Шатинье объявил об отставке с поста главного тренера клуба АФК.

## Достижения
Командные
- Кубок Нидерландов: 1984/85